# 莫斯塔圓頂教堂

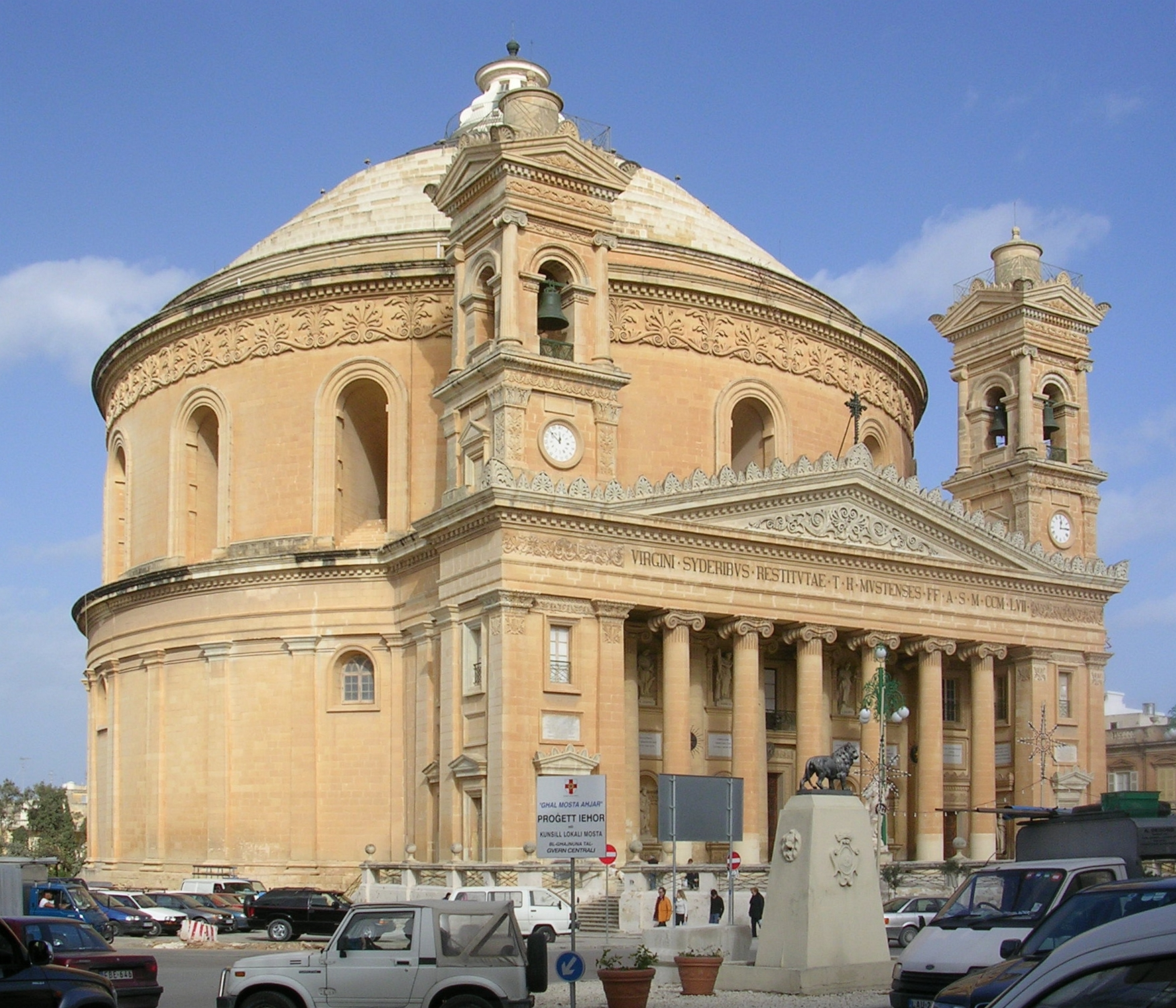
莫斯塔圓頂教堂

莫斯塔圓頂教堂（Rotunda of Mosta）是位於馬耳他城市莫斯塔的一座羅馬天主教的教堂。其外型參考了位於羅馬的萬神殿而建造，莫斯塔圓頂教堂擁有世界第四大、歐洲最大的無支撐穹頂。

## 外部連結
- The building of the Mosta Rotunda